# 里奇韋 (喬治亞州)
里奇韋（英語：Ridgeway）是位於美國喬治亞州哈里斯縣的一個非建制地區。該地的面積和人口皆未知。

## 地理
里奇韋的座標為32°38′07″N 84°47′18″W / 32.63528°N 84.78833°W，而該地的平均海拔高度為234米（即768英尺）。